# Андроново (Сокольский район)
Андроново — деревня в Сокольском районе Вологодской области.
Входит в состав городского поселения город Кадников (с 1 января 2006 года по 30 мая 2013 года входила в сельское поселение Замошское), с точки зрения административно-территориального деления — в Замошский сельсовет.
Расстояние по автодороге до районного центра Сокола — 43 км, до центра муниципального образования Кадникова по прямой — 17 км. Ближайшие населённые пункты — Быково, Дикое, Заречье.
По переписи 2002 года население — 3 человека.